# Париж (гора)
Париж (англ. Mount Paris) — гора в Антарктиді, найвища вершина хребта Руан, друга на острові Земля Олександра I після гори Стефенсон (2987 м), який лежить на захід від Антарктичного півострова.

## Географія
Гора Париж розташована у Західній Антарктиді, в крайній північній частині острова Земля Олександра I (за 15 км на південь — південний схід від північного узбережжя острова), в північній частині хребта Руан. Вершина розташована за 104,04 км на північ — північний-захід, від найближчої вищої гори Стефенсон, за 7 км на південний-схід від гори Бейон (1500 м), за 48 км на північ — північний захід від гори Купол (2500 м) і за 120 км на північ — північний захід від гори Егберт.
Висота вершини становить 2896 м над рівнем моря, за іншими даними її висота — 2800 м і в цьому випадку вона буде займати третє місце на острові, поступаючись також горі Егберт (2895 м). Територія острова Землі Олександра I, на якому розташована гора, належить до спірних антарктичних територій Великої Британії, Чилі та Аргентини. Проте на міжнародному рівні ці претензії не виявляються.

## Відкриття та дослідження
Гора, вперше була відкрита у складі хребта Руан під час другої Французької антарктичної експедиції 1908—1911 років, під керівництвом французького полярного дослідника Жана-Батиста Шарко і названа на честь столиці франції міста Париж, а хребет на честь міста Руан. Вона була вперше описана у 1936 році під час Британської антарктичної експедиції на землю Ґреяма (BGLE) між 1934 та 1937 роками, під керівництвом австралійського полярного дослідника Джона Раймілла.
До 1947 року вважалося що гора Париж є крайньою південною вершиною хребта Руан. Але дослідження американської Антарктичної наукової експедиції Ронне (RARE), 1947–48 років під керівництвом Фінн Ронне і згодом Британської антарктичної експедиції (FIDS/BAS) встановили, що гори безперервно простяглися на південь — південний схід аж до гори Купол, ще майже на 50 км.